# 基爾絲汀·俄斯赫克
基爾絲汀·俄斯赫克（挪威語：Kjerstin Askholt；1962年5月7日—），是一名斯瓦尔巴政治人物。
俄斯赫克曾於1990年至1991年出任比勒特費監獄副主任；1996年至1999年出任司法部副主任；以及自2003年出任極地司法部副秘書長。2015年10月1日，她被任命為斯瓦尔巴总督。